# ميخائيل سانتاماريا
ميخائيل سانتاماريا (بالإسبانية: Mikel Santamaría Ciprián)‏ هو لاعب كرة قدم إسباني في مركز قلب الدفاع، ولد في 20 يوليو 1987 في بنبلونة في إسبانيا. لعب مع أتلتيك بيلباو ب وراسينغ سانتاندير ونادي ألباسيتي ونادي ليغانيس.

## وصلات خارجية
- ميخائيل سانتاماريا على موقع قاعدة بيانات كرة القدم.إي يو (الإنجليزية)
- ميخائيل سانتاماريا على موقع Soccerway.com (الإنجليزية)
- ميخائيل سانتاماريا على موقع AS.com (الإسبانية)